# Lt. Col W.G. (Billy) Barker VC Airport
Lt. Col W.G. (Billy) Barker VC Airport, tidigare Dauphin Regional Airport, är en flygplats i Kanada.   Den ligger i provinsen Manitoba, i den sydöstra delen av landet, 1 900 km väster om huvudstaden Ottawa. Lt. Col W.G. (Billy) Barker VC Airport ligger 304 meter över havet.